# Erdbeben im Süden von Kangding in Sichuan 1786
Das Erdbeben im Süden von Kangding in Sichuan im Jahr 1786 (chinesisch 1786年四川康定南地震, Pinyin 1786 nian Sichuan Kangding nan dizhen yiji) wird auch als Kangding-Luding-Erdbeben bezeichnet. Das schwere Erdbeben ereignete sich am 1. Juni 1786 im Süden des Kreises Kangding (oder Dardo) bzw. in Kangding und Luding (beide zu Garzê). Bei dem Erdbeben wurden viele Tausend Personen getötet.

## Dammbruch
Eine noch größere Katastrophe löste der durch einen Erdrutsch aufgestaute Fluss Dadu He nach dem Bruch des Dammes am 10. Juni aus. Dabei sollen 100.000 Menschen umgekommen sein.